# Diskpart
Chronologie des versions
Fdisk
Diskpart est un outil logiciel de partitionnement de disques durs informatique, inclus dans les versions Windows à partir de Windows 2000, en remplacement de la commande fdisk qui était utilisée en environnement DOS.
C'est un utilitaire en ligne de commande, permettant de gérer des partitions de disque dans différents formats, et aussi de gérer le partitionnement de médias comme les clés USB.

## Principe
Diskpart supporte l'exécution de scripts pour permettre l'automatisation de certaines actions, comme le découpage d'un disque en partitions, l'assignation de lettres d'unité, le formatage (FAT32, NTFS), la labellisation d'un volume, etc.
Il permet d'intervenir sur trois niveaux d'éléments :
- les disques
- les volumes
- les partitions.

## Utilisation
Diskpart permet de découper un disque dur en plusieurs partitions, pour permettre par exemple la cohabitation de plusieurs systèmes d'exploitation sur une même machine.
Diskpart permet aussi de préparer une clé USB pour la rendre bootable, en assignant une partition système.
Exemple: (attention, le contenu du disque sera effacé)
```
DISKPART

>
LIST DISK

>
SELECT DISK x

>
CLEAN

>
CREATE PARTITION PRIMARY

>
ACTIVE

>
FORMAT fs=fat32 quick

>
ASSIGN

>
EXIT

```